# Omalocephala festiva
Omalocephala festiva är en insektsart som först beskrevs av Fabricius 1781.  Omalocephala festiva ingår i släktet Omalocephala och familjen lyktstritar. Inga underarter finns listade i Catalogue of Life.